# Sermoneta
Sermoneta é uma comuna italiana da província de Latina, região do Lácio, com cerca de 6.350 habitantes. Estende-se por uma área de 44 km², tendo uma densidade populacional de 144 hab/km². Faz fronteira com Bassiano, Cisterna di Latina, Latina, Norma, Sezze.

## Demografia
| Variação demográfica do município entre 1861 e 2011                               |
|                                                                                   |
| Fonte: Istituto Nazionale di Statistica (ISTAT) - Elaboração gráfica da Wikipedia |